# Nordjylland
Nordjylland är den del av Jylland som ligger norr om Limfjorden (Nørrejyske Ø, även kallat Vendsyssel-Thy) och Himmerland.
Nordjylland omfattar därigenom inte samma område som Nørrejylland, en idag sällan använd historisk benämning.